# Timaspis lampsanae
Espèce
Timaspis lampsanae est une espèce d'insectes de la famille des Cynipidae.

## Galle
La ponte de Timaspis lampsanae sur Lapsana communis provoque un renflement sur la tige (une « galle »), dans lequel se cachent et se nourrissent les larves de l’insecte.

## Systématique
Le nom valide complet (avec auteur) de ce taxon est Timaspis lampsanae (Perris, 1873). L'espèce a été initialement classée dans le genre Aulax sous le protonyme Aulax lampsanae Perris, 1873.
Timaspis lampsanae a pour synonymes :
- Aulax lampsanae Perris, 1873
- Phanacis lampsanae (Perris, 1873)